# Arrats
De Arrats is een Zuid-Franse rivier.

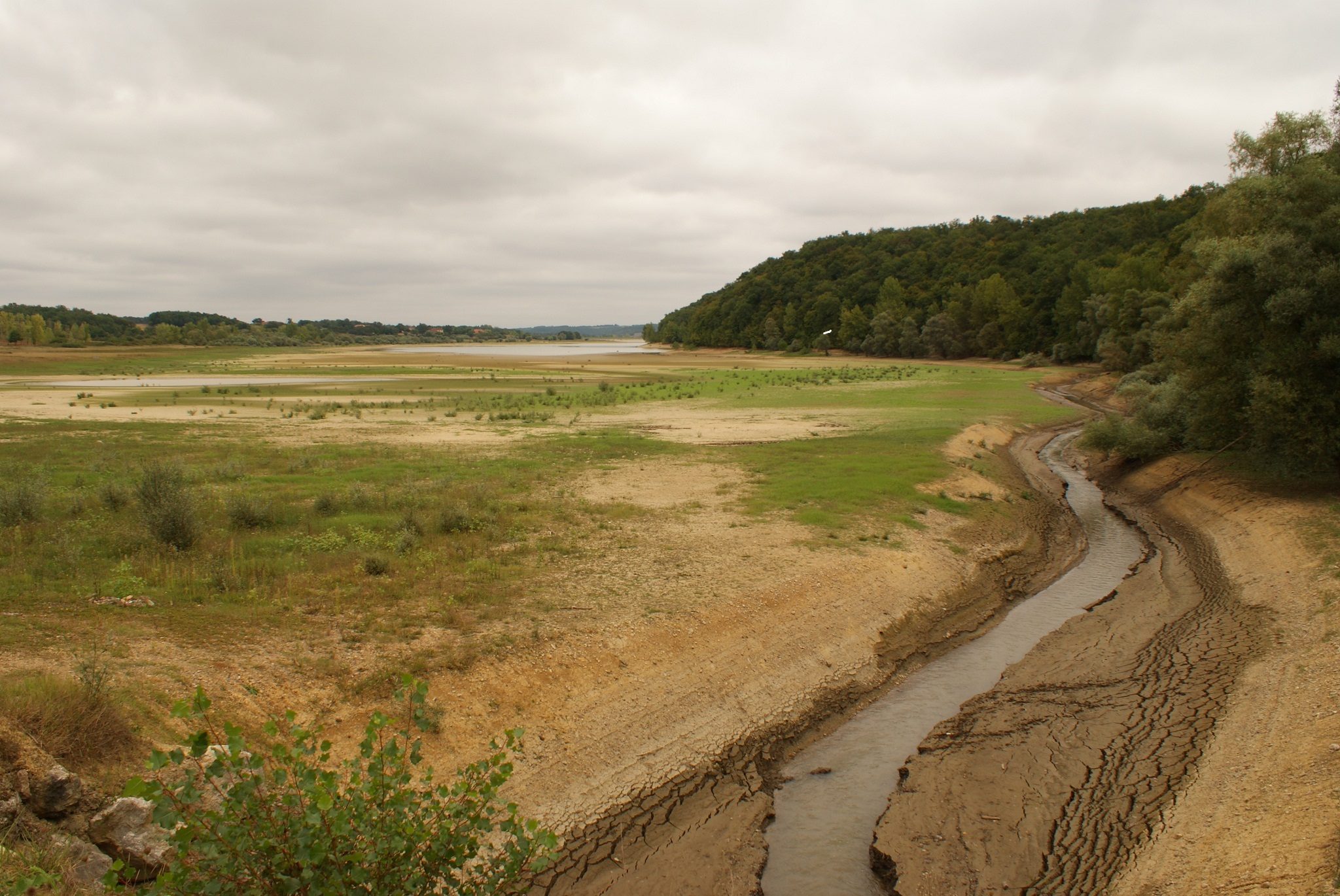
De Arrats stroomt in het Réservoir de l'Astarac

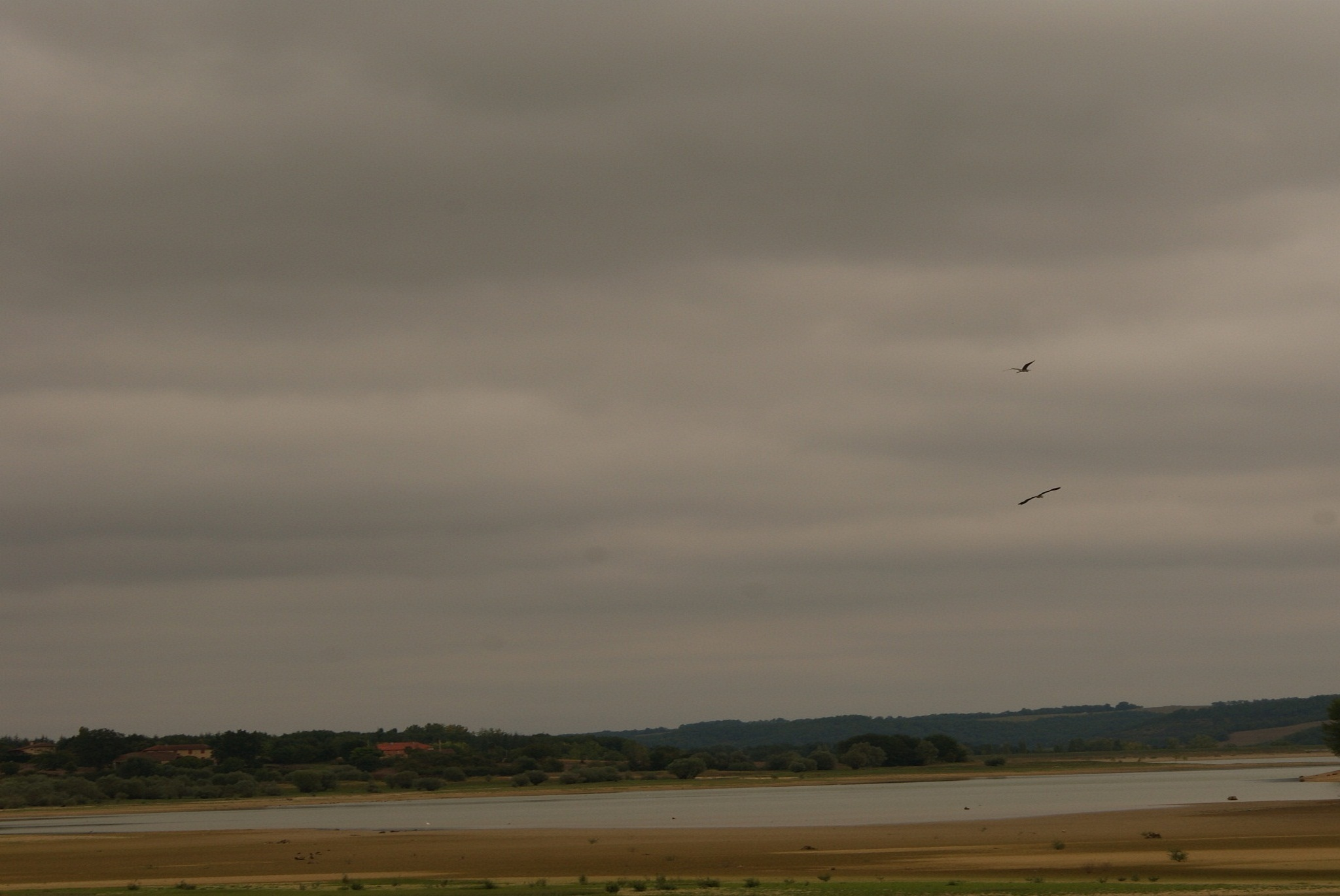
Het Réservoir de l'Astarac

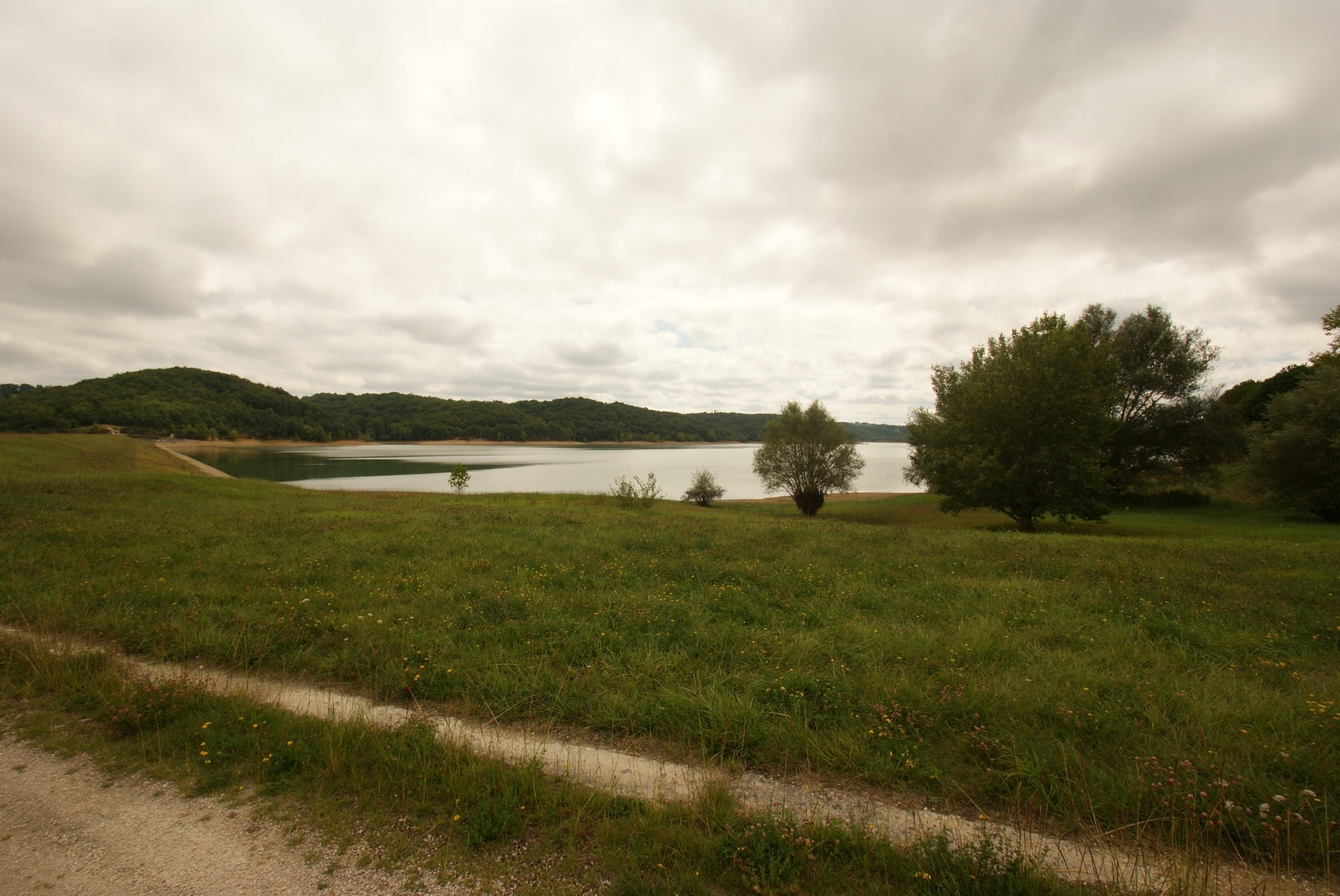
De stuwdam aan de noordzijde van het Réservoir de l'Astarac

## Bron en loop
De Arrats heeft een lengte van 162,1 km. De rivier ontspringt op het plateau van Lannemezan gelegen in het departement Hautes-Pyrénées en mondt bij Valence, in het departement Tarn-et-Garonne, links uit in de Garonne. Ook stroomt de rivier in de departementen Haute-Garonne en Gers.

#### Réservoir de l'Astarac
Door een stuwdam in de Arrats is het réservoir de l'Astarac ontstaan. Deze dam ligt vlak voorbij de plaats waar de Arrats de devant in de Arrats stroomt, tussen Embats en Les Bordes. De Arrats wordt in de bovenstroom, tot het réservoir de l'Astarac, ook wel de
Arrats-derrière genoemd. Het meer heeft een oppervlakte van 186 ha.

## Plaatsen aan de Arrats
| - Boudrac - Castelnau-Barbarens - Mauvezin | - Saint-Clar - Marsac - Valence, |  |

## Zijrivieren
| - Orbe, lengte 18,1 km - Arrats de devant, lengte 14,1 km | - Gélon, lengte 8,4 km - Campunau, lengte 8,7 km |  |